# Гиббс, Тимоти
Тимоти Брайан Гиббс (англ. Timothy Gibbs, род. 17 апреля 1967, Калабасас, Калифорния) — американский актёр.

## Биография
Тимоти Гиббс родился 17 апреля 1967 года в США, штат Калифорния. С детства увлекался актерским мастерством и дважды был назван «Лучшим юным актером драмы». Женат на Саре ДеДженнаро. Наибольшую популярность Тимоти принесла игра Max Payne 2: The Fall of Max Payne, где он послужил моделью для главного героя.
В 2000 году Гиббс был номинирован на премию «Эмми» на выдающегося актера второго плана.

## Фильмография
- 007: Координаты «Скайфолл» — Агент Фольструм, в титрах не указан[2]
- Тишина (Silence) (2012) — Отец Том Уилсон
- Закон доблести (Act of Valor) (2012) — ДжейСи Палмер
- 11-11-11 (2011) — Джозеф Крон
- Checkout (2011) — Коннор Лиам
- La Muerte de Otillia Ruiz (2011) — The Suit
- Короли Бруклина (2004) — Сентор
- Сезон охоты (2003) — Стив
- Секс в большом городе (сериал) (1998—2004) — Детектив Стивенс
- Колдовская доска 2 (1993) — Митч
- Секреты (сериал) (1992) — Клод Родиер
- Полицейская история: Смотреть командира (ТВ) (1988) — Офицер Джон Рейнолдс
- Тайны отца Даулинга (сериал) (1987—1991) — Рик МакМастерс
- Родственник (1987) — Харт Филлипс
- Осторожный незнакомец (ТВ) (1986) — Джон
- Только между друзьями (1986) — Джефф Дэвис
- Проблемы роста (сериал) (1985—1992) — Джерри Дейлиш
- Наша семейная честь (ТВ) (1985) — Мэтью МакКей
- Наша честная семья (сериал) (1985—1986) — Мэтью МакКей
- Get-Along Gang, The (сериал) (1984—1986) — Катьюм Крокодил
- Санта-Барбара (сериал) (1984—1993) — Дэш Николс
- CBS Особенные школьные каникулы (сериал) (1984—1995) — Джимми Мэтьюс
- Rousters, The (ТВ) (1983) — Майкл Эрп
- Отец Мерфи (сериал) (1981—1983) — Уилл Адамс
- Goldie and the Boxer Go to Hollywood (ТВ) (1981) — Арти
- Калифорнийский дорожный патруль (сериал) (1977—1983) — Джек
- Джефферсоны (сериал) (1975—1985) — Бинки
- Одна жизнь, чтобы жить (сериал) (1968—2008) — Кевин Лорд Рилей
- Другой мир (сериал) (1964—1999) — Гари Синклер

## Компьютерные игры
- 2003 — Max Payne 2: The Fall of Max Payne — Макс Пэйн (модель)
- 2012 — Max Payne 3 — Макс Пэйн (мультиплеер)